# Osmylus (Osmylus) pryeri
Osmylus (Osmylus) pryeri is een insect uit de familie watergaasvliegen (Osmylidae), die tot de orde netvleugeligen (Neuroptera) behoort. De soort komt voor in Rusland en Japan.